# Manuel Escolá
Manuel Escolá Hernando (ur. 31 października 1964 w Saragossie) – aragoński polityk, w latach 1998–1999 poseł do Parlamentu Europejskiego.

## Życiorys
W 1994 uzyskał mandat posła do Parlamentu Europejskiego z listy Koalicji Nacjonalistycznej, który objął w 1998 na kilka miesięcy. Zasiadał we frakcji Europejskiego Sojuszu Radykalnego. Był członkiem delegacji ds. stosunków z państwami Ameryki Łacińskiej i MERCOSUR-em oraz Komisji Polityki Regionalnej.
Był posłem do Kortezów Aragońskich IV kadencji, gdzie zabiegał o status języka aragońskiego.